# Świekatowo (gromada)
Świekatowo – dawna gromada, czyli najmniejsza jednostka podziału terytorialnego Polskiej Rzeczypospolitej Ludowej w latach 1954–1972.
Gromady, z gromadzkimi radami narodowymi (GRN) jako organami władzy najniższego stopnia na wsi, funkcjonowały od reformy reorganizującej administrację wiejską przeprowadzonej jesienią 1954 do momentu ich zniesienia z dniem 1 stycznia 1973, tym samym wypierając organizację gminną w latach 1954–1972.
Gromadę Świekatowo z siedzibą GRN w Świekatowie utworzono – jako jedną z 8759 gromad na obszarze Polski – w powiecie świeckim w woj. bydgoskim, na mocy uchwały nr 24/12 WRN w Bydgoszczy z dnia 5 października 1954. W skład jednostki weszły obszary dotychczasowych gromad Świekatowo, Lipienica, Lubania-Lipiny, Małe Łąkie, Tuszyny i Zalesie Królewskie ze zniesionej gminy Świekatowo w tymże powiecie. Dla gromady ustalono 25 członków gromadzkiej rady narodowej.
31 grudnia 1961 do gromady Świekatowo włączono wieś Jania Góra ze zniesionej gromady Sucha w tymże powiecie.
Gromada przetrwała do końca 1972 roku, czyli do kolejnej reformy gminnej. Począwszy od 1 stycznia 1973, Świekatowo na okres ponad 18 lat utraciło funkcje administracyjne; dopiero 2 kwietnia 1991 w woj. bydgoskim reaktywowano gminę Świekatowo.